# Justicia pedropalensis
Justicia pedropalensis är en akantusväxtart som beskrevs av John Richard Ironside Wood. Justicia pedropalensis ingår i släktet Justicia och familjen akantusväxter. Inga underarter finns listade i Catalogue of Life.